# Sereca, Hunedoara
Sereca, mai demult Săraca (în germană Elsterdorf, Rodomersdorf, în maghiară Szereka, Szarkafalva) este un sat în comuna Beriu din județul Hunedoara, Transilvania, România. Se află pe valea râului Grădiște, la 7 km de Orăștie și 10 km de Costești. Localitatea datează din jurul anului 1200. Numele vine probabil de la Serii, o variantă răsăriteană a Zirilor.
În partea de sud și de nord satul este mărginit de pământuri arabile de luncă, nisipoase, unde se cultivă cereale, cartofi, legume, etc.
În sat există o școală generală de 4 clase.
Satul Sereca
	Parcurgând 
satul Beriu pe șoseaua asfaltată, ajungem la Hula din Grui, o ridicătură
ce oferă o vizibilitate deosebită spre satele de sus. La numai câteva 
sute de metri, în partea dreaptă, un drum asfaltat ne conduce peste râul
Grădiște în satul Sereca, așezare restrânsă, cu 236 locuitori în 1988 
situat în stânga râului Grădiște. La recensământul din 2002 erau 237 
locuitori.
	Este așezat la 8 km de Orăștie, la 35 km de Deva și la 10 km de Costești.
	Deși așezare 
mică, satul apare în documentele din epoca feudală cu precizarea că 
sașii au fost colonizați aici în același an cu cei din Beriu - 1334 -.
	În sec.
al XVI-iea este amintit la Sereca un meseriaș, bărbier, Sebastian, care
avea și atribuții de supraveghere a strângerii dijmelor de pe domeniul 
orașului și că a avut un proces cu cneazul Ștefan din Sereca, tot pentru
dijme.
	În sec.
al XVIII-lea, când Sofronie din Cioara a împărțit la românii din 
părțile Orăștiei îndemnuri și scrisori chemând la nesupunere față de 
„unire"(e vorba de unirea cu biserica Romei), între cei care au acționat
au fost și sărăcanii și berienii: „în urma acestor agitații, poporul a luat cu forța bisericile din Beriu și Sereca."
	Referindu-se 
la aceleași aspecte religioase, dar care ascundeau, de fapt, 
contradicții mult mai adânci, de ordin social și național, un istoric 
scria:"Preoțimea care servea interesele ambelor națiuni (maghiară și 
săsească) a fost alcătuită și dintr-un preot tânăr, administrând a zecea
parte a produselor țărănimii din Beriu și Sereca."
	Din actul 66 (102) reiese că „dijma Serecăi o are exclusiv preotul luteran, care acum este Leonhard Ioseff".
	De la Sereca 
mai sus, satele de pe Valea Grădiștei nu mai aparțineau Scaunului săsesc
al Orăștiei, ele erau supuse unei alte forme de exploatare feudală.
	Dacă pentru 
Căstău, Beriu, Sereca, așezări cu o populație românească întotdeauna 
majoritară, întâlnim și denumirile germane de Kastendorf, Berindorf, 
Elsterdorf, pentru celelalte sate vecine cu acestea, în care s-au 
efectuat colonizări, denumirile maghiare și germane, deși există, se pot
întâlni mai rar.
	În satul
cu împrejurimi pitorești și cu o pădure altădată de copaci seculari, 
numită Rodina Serecăi sau Ciolpanii Serecăi s-au construit în perioada 
interbelică biserică și școală nouă.
	Alte așezări, 
cum sunt Orăștioara de Sus și Orăștioara de Jos, apar la anul 1444 ca 
possessio, dar curând sunt cnezate cu toponimicul apei pe care sunt 
așezate (magh.Waraswyze = Apa Orașului; Felso = de Sus; Also = de Jos.
|}

## Imagini

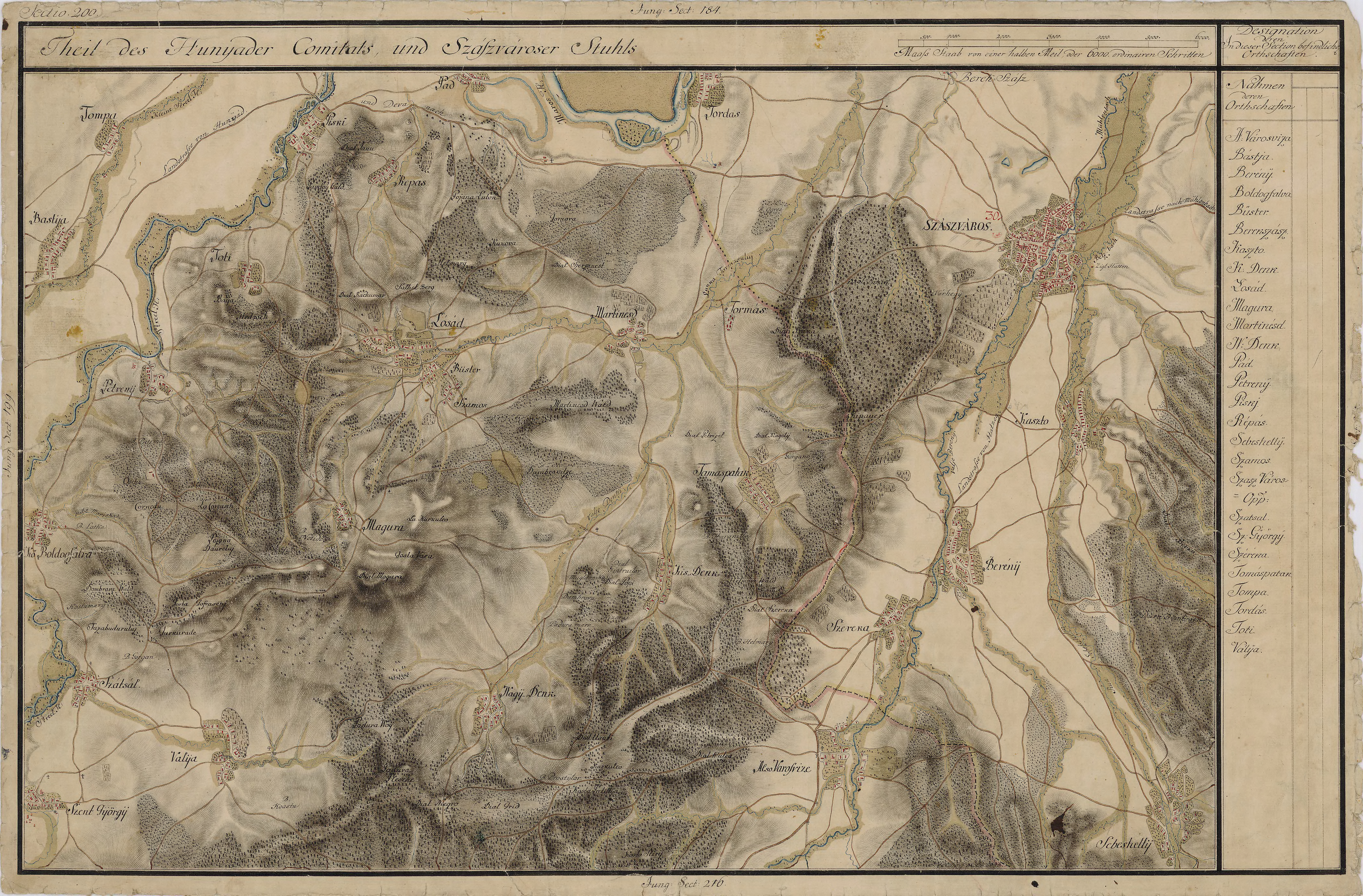
Sereca în Harta Iosefină a Transilvaniei, 1769-1773
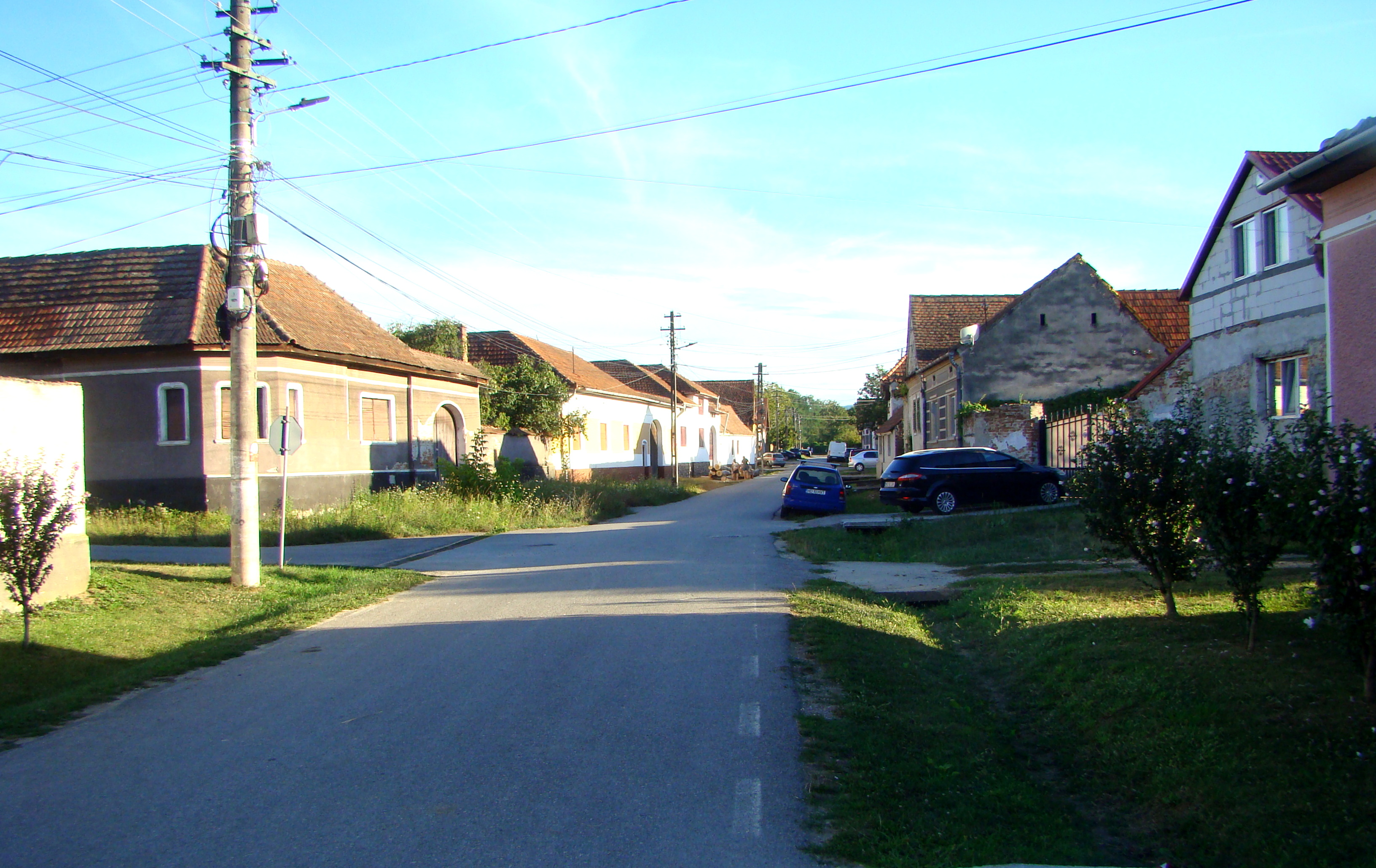
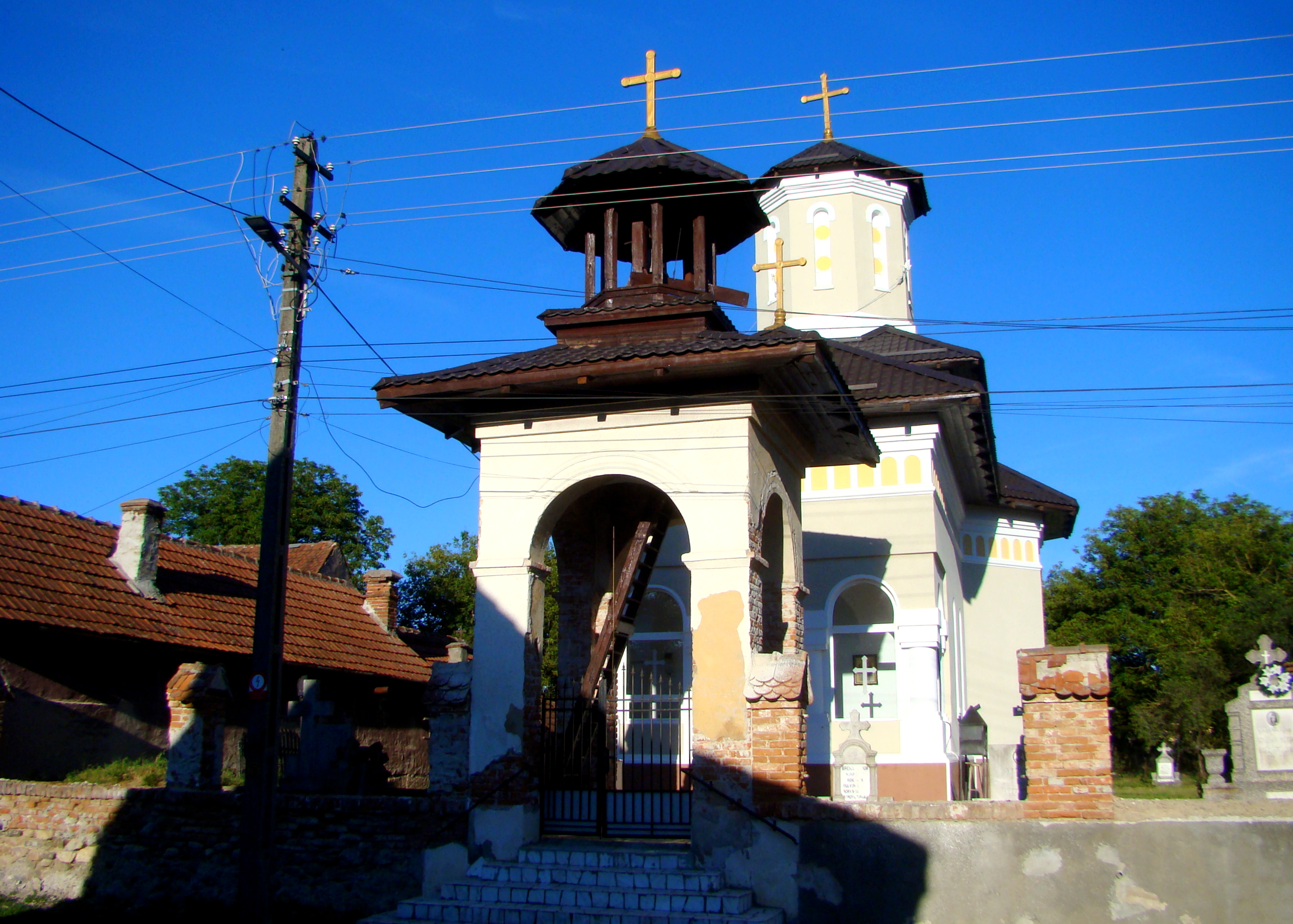
Biserica Sfântul Nicolae din Sereca (1931-1934)
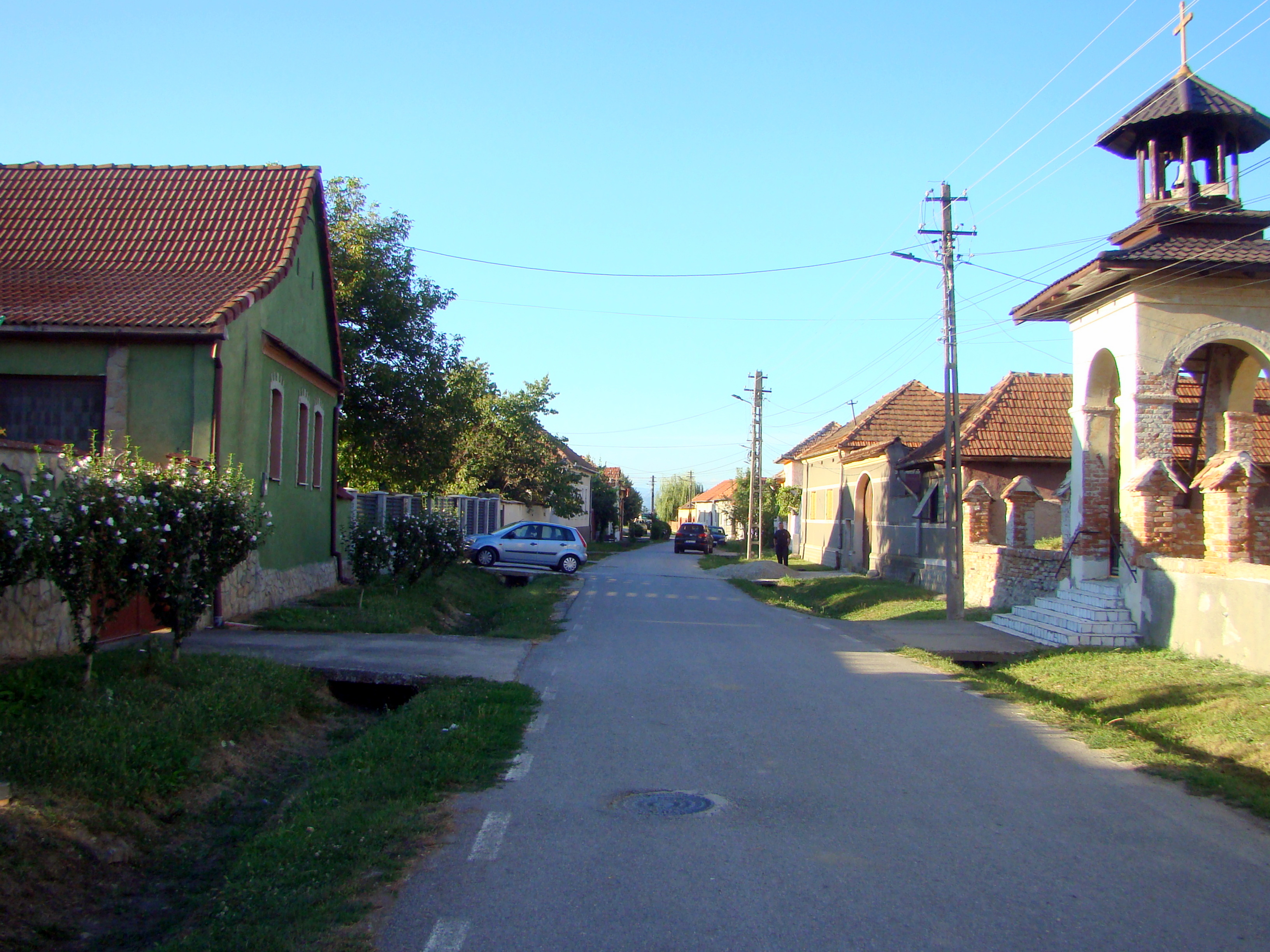